# Kameralizm

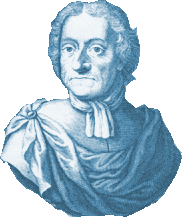
Veit Ludwig von Seckendorff – jeden ze zwolenników kameralizmu

Kameralizm (łac. camera – komnata, niem. Kameralismus) – doktryna ekonomiczna rozwinięta w Niemczech i Austrii w XVII-XVIII w., uznająca za nadrzędny cel polityki gospodarczej państwa pełne wykorzystanie zasobów ludzkich i zdolności produkcyjnych w celu zwiększenia dochodów władcy; odmiana merkantylizmu.

## Geneza nurtu
Nazwa nurtu pochodzi od słowa „kamera”, urzędu działającego przy dworze władcy, zarządzającego jego majątkiem i ściągającego należne daniny oraz podatki. Działalność urzędu dała początek całej dziedzinie wiedzy Kameralwissenschaften, a z początkiem XVIII w. powstały katedry kameralistyki na uniwersytetach.
Kameralizm wyrósł na gruncie stosunkowo zacofanej struktury gospodarczej, społecznej i politycznej Niemiec, która była wynikiem wojny trzydziestoletniej lat 1618–1648. Szacuje się, że w wyniku działań wojennych liczebność ludności spadła o 30–40%, zmniejszyła się wymiana handlowa a rolnictwo i rzemiosło w mniejszych miejscowościach popadło w głęboką recesję. Kryzys gospodarczy tamtego okresu był również następstwem głębokiego rozbicia politycznego.

## Założenia
Myśl ekonomiczna kameralizmu była zasadniczo inspirowana dążeniem do zwiększenia dochodów państwa oraz troską o wzrost liczby ludności.
Środkiem zapewniającym odbudowę życia gospodarczego była polityka skarbowa, realizująca postulaty dodatkowego opodatkowania i wprowadzenia różnego rodzaju opłat. Aktywna polityka ludnościowa, polegająca na wspieraniu działań na rzecz stymulacji przyrostu naturalnego i walce z wyludnieniem, miała zapewnić szybki wzrost produkcji i rozwój gospodarczy. Według kameralistów istotną rolę w realizacji tych celów miała odgrywać armia. Jej rozbudowa była związana ze wzrostem jej potrzeb, a zatem wzrostem siły roboczej niezbędnej do jej utrzymania. Do realizacji tych potrzeb niezbędne było intensywne zaangażowanie państwa, które rozbudowywało infrastrukturę, wspierało modernizację gospodarki, ściśle kontrolowało sektor rolny, rzemiosło i handel. Powstawały nowe manufaktury i banki.
W nurcie kameralistyki rozwinęła się statystyka, która miała zasadnicze znaczenie dla prowadzenia spisów ludności i kontroli wielkości obrotów handlu zagranicznego.

## Główni przedstawiciele kameralistyki (według daty urodzenia)
- Georg Obrecht (1547–1612)
- Veit Ludwig von Seckendorff (1626–1692)
- Johann Joachim Becher (1635–1682)
- Philip Wilhelm von Hörnigk (1640–1714)
- Wilhelm von Schröder (1640–1699)
- Paul Jacob Marperger (1656–1730)
- Johann Friedrich von Pfeiffer (1718–1787)